# Bildungsroman
Ein Bildungsroman thematisiert die Entwicklung einer meist jungen Hauptfigur. Das Genre entstand Ende des 18. Jahrhunderts in Deutschland.
Der Begriff stammt aus Vorträgen des Dorpater Philologen Karl Morgenstern, der im Bildungsroman die „das Wesen des Romans im Gegensatz des Epos am tiefsten erfassende besondere Art desselben“ sah. Der deutsche Begriff wird auch in vielen anderen Sprachen, etwa dem Englischen, verwendet. Es handelt sich um ein Subgenre des Entwicklungsromans und der Coming-of-Age-Story.

## Wesentliche Merkmale
In einem Bildungsroman geht es um die „Auseinandersetzung einer zentralen Figur mit verschiedenen Weltbereichen“. Somit nimmt der Bildungsroman formal gesehen eine „Zwischenstellung zwischen Figuren- und Raumroman“ ein. Die zentrale Figur, der Held, macht eine Entwicklung durch, die von seinem Verhältnis zu den „verschiedenen Weltbereichen“, also seiner Umwelt, bestimmt wird. Diese Entwicklung spielt sich meistens in der Jugend des Helden ab. Die erzählte Zeit erstreckt sich über mehrere Jahre, oft sogar Jahrzehnte. Somit weist der Bildungsroman Elemente einer Biografie auf.
Der Aufbau des Bildungsromanes ist häufig dreigeteilt und folgt dem Schema „Jugendjahre – Wanderjahre – Meisterjahre“. Beispielhaft lässt sich dies an Goethes Wilhelm Meisters Lehrjahre nachvollziehen, dieser Roman gilt als Ideal und Prototyp des deutschen Bildungsromans. Jedoch weisen nicht alle Bildungsromane diese Dreiteilung auf.

### Bezug auf den Bildungsbegriff der Aufklärung
Eine zentrale Rolle bei der Entwicklung spielt – im Unterschied zum reinen Entwicklungsroman – beim Bildungsroman ein bestimmter Bildungsbegriff. Aus der Antike abgeleitet, meint der Begriff Bildung seit der Aufklärung und dem Sturm und Drang die von staatlichen und gesellschaftlichen Normen freie individuelle Entwicklung des Einzelnen zu einem höheren, positiven Ziel. Der Begriff beinhaltet zudem sowohl die Bildung des Verstandes als auch die Bildung des Nationalcharakters. Ein weiteres Kennzeichen des historischen Bildungsbegriffes ist die „Anbildung“ äußerer Einflüsse ebenso wie die Entwicklung und Entfaltung vorhandener Anlagen. Jeder Bildungsroman bezieht sich auf diesen namensgebenden Begriff.

### Bildungsverhältnis zwischen Autor, Hauptfigur und Leser
Bildung soll beim Bildungsroman nicht nur das Thema des Romans sein, sondern auch dem Leser vermittelt werden. Ähnlich wie im didaktischen Aufklärungsroman geschieht dies durch das „missionarische Überlegenheitsgefühl eines sich selbst bewussten Erzählers, der seinen Bildungsvorsprung gegenüber Held und Leser geltend machen [kann]“. Dieser distanzierte, oft ironische Erzähler ist also neben dem Helden und dem Leser die wesentliche Figur eines Bildungsverhältnisses, das als Bildungsgeschichte bezeichnet wird.

## Inhalt
Der Held eines Bildungsromans ist zunächst seiner Umwelt direkt entgegengesetzt. Während er noch jung, naiv und voller Ideale ist, steht ihm eine ablehnende, realistische Welt entgegen, in der nur Weniges nach seinen Vorstellungen abläuft. Jacobs spricht von einem „Bruch zwischen idealerfüllter Seele und widerständiger Realität“. Die Folgen sind Unverständnis und Ablehnung auf beiden Seiten.
Dieses Verhältnis des Helden zu seiner Umwelt setzt nun seine Entwicklung, seine Bildung, in Gang. Der Held macht in seiner Umwelt konkrete Erfahrungen, die ihn allmählich wachsen und reifen lassen. Es wird dargestellt, „wie er in glücklicher Dämmerung in das Leben eintritt, nach verwandten Seelen sucht, der Freundschaft begegnet und der Liebe, wie er nun aber mit den harten Realitäten der Welt in Kampf gerät und so unter mannigfachen Lebenserfahrungen heranreift“.
Diese Entwicklung endet in einem „harmonischen Zustand des Ausgleichs“ mit der Umwelt. Der „Wandlungsprozeß des Helden [hat ihn] … zur Klarheit über sich selbst und über die Welt [ge]führt“, der Held hat sich also mit der Welt versöhnt und nimmt in ihr seinen Platz ein. So ergreift er zum Beispiel einen Beruf „und wird Philister, so gut wie die anderen auch“ und damit ein Teil der Welt, die er vorher so verachtet hat.
Als weiteres Merkmal des Bildungsromans sind an wichtigen Stellen, an den „Angelpunkten der Entwicklung“ Rückblicke und Reflexionen des Helden eingeschoben. Diese sollen den Roman einerseits formal gliedern, andererseits dienen sie zur Verdeutlichung der Entwicklung: Sie trennen die einzelnen Stufen dieser Entwicklung voneinander und schließen sie jeweils ab.

## Beispiele
Als erster Bildungsroman gilt Christoph Martin Wielands um 1766 entstandene Geschichte des Agathon. Als Prototyp der Gattung setzte sich dann Goethes Wilhelm Meisters Lehrjahre durch, obwohl hier der Held nach einem adligen Bildungsideal, der gleichmäßigen Ausbildung von Körper und Geist, strebt und seine bürgerliche Herkunft verleugnet.
Demian (1919) ist ein bekannter Bildungsroman mit autobiographischen Elementen von Hermann Hesse. Die Erzählung hatte – so berichtet Thomas Mann in seinem Vorwort zur amerikanischen Ausgabe des Buches – auf die junge Generation nach dem Ersten Weltkrieg eine „elektrisierende Wirkung und traf mit unheimlicher Genauigkeit den Nerv der Zeit“, ähnlich Goethes Werther, dessen Wirkung Thomas Mann mit der des Demian vergleicht.
Thomas Mann lässt in der Labor-Atmosphäre eines Lungen-Sanatoriums auf dem Davoser Zauberberg (1924) die abendländische Kulturgeschichte vor den Augen seines jungen Helden Hans Castorp Revue passieren, bevor dieser sich der Perversion aller Bildung hingibt und in den Ersten Weltkrieg zieht. In Bekenntnisse des Hochstaplers Felix Krull (1922/1954) wird der Bildungsroman mit dem Schelmenroman verknüpft und ist somit als eine Parodie auf den Bildungsroman zu verstehen.

### Negativer Bildungsroman
Karl Philipp Moritz verfasste zwischen 1785 und 1790 mit dem autobiografischen Anton Reiser das Beispiel für einen misslungenen Bildungsgang und damit ein Werk, das in der Literaturwissenschaft als „negativer Bildungsroman“ bezeichnet wird.
Bei späteren Bildungsromanen zeigt sich, dass von literarisch höherer Qualität oft die sind, in denen der Held entweder scheitert, etwa in Gottfried Kellers Der grüne Heinrich, oder in denen das Ziel der Bildung fragwürdig geworden ist, wie beispielsweise in Adalbert Stifters Der Nachsommer.

### Moderne
Ein moderner Bildungsroman, der sich direkt auf die Tradition der Gattung bezieht, ist Der kurze Brief zum langen Abschied von Peter Handke, der 1972 erschien. Auch der 1995 veröffentlichte Roman Faserland von Christian Kracht sowie in gewisser Weise auch Elementarteilchen von Michel Houellebecq aus dem Jahr 1998 können als Bildungsroman verstanden werden.
Hannes Anderer schrieb 2006 mit leichten autobiografischen Anklängen über seine Kindheit und Jugend in Ostbelgien von 1934 bis 1954. Im Kern handelt es sich dabei um eine Auseinandersetzung mit dem dort herrschenden Katholizismus und den Abschied von ebendiesem in Form einer radikalen Wende in Bezug auf die Berufspläne des Heranwachsenden. Wie bei Mann wird dabei im 2. Buch die Kulturgeschichte des Abendlandes in wesentlichen Teilen wiedergegeben.